# Tempo (musica)

Le prime due battute della Sonata K. 331 di Mozart, che portano come indicazione di tempo originale la dicitura "Andante grazioso", accostata a un successivo (non originale).

Il tempo di una composizione musicale indica il suo andamento o velocità. Nel linguaggio musicale si utilizzano frasi come "dare il tempo", "tenere il tempo" o "essere fuori tempo". L'indicazione del tempo è data da termini ideati nel corso di storia della musica originariamente in lingua italiana, tanto che tali termini sono utilizzati anche negli spartiti della maggior parte delle altre lingue. Da quando si è diffuso l'uso del metronomo, alle indicazioni di andamento vengono affiancati i battiti per minuto. Le indicazioni sono elencate dalla più lenta alla più rapida.

## Indicazioni di tempo
Nella notazione musicale, l'indicazione di tempo, andamento o movimento è il riferimento al tempo di esecuzione, riportato sopra il pentagramma e indispensabile per l'interpretazione del pezzo musicale, in quanto ne stabilisce la difficoltà e ne influenza lo stile esecutivo. Sebbene le indicazioni di tempo esistano in quasi ogni lingua, le basi della musica barocca/classica portano a utilizzare spesso indicazioni in lingue europee (in particolare italiano).

### Lingua italiana
Tempi lenti e relativo significato:
- Larghissimo — molto, molto lento, estremamente lento, più lento di largo (≤40 bpm)
- Adagissimo — molto lento o estremamente lento, più lento di largo
- Lentissimo — molto lento o estremamente lento, non lento quanto larghissimo (≈40 bpm)
- Grave — lento o molto lento e solenne (≤44 bpm)
- Largo o Lento o Largamente o Lentamente — largamente o largo, solenne, altero, lentamente, lento o molto lento (40-48 bpm)
- Larghetto — piuttosto largo o un po' largo, piuttosto lento, non lento quanto o meno lento di largo (50–66 bpm)
- Tenuto — sostenuto, tenuto
- Sostenuto — sostenuto
- Adagio — ad agio, largo e formale, lento o molto lento, fra largo e andante, non lento quanto largo (48-97 bpm)
- Adagietto — un po' adagio, lento o piuttosto lento, fra largo e andante, meno lento di o leggermente più veloce di adagio (65–80 bpm)
- Andante moderato — leggermente più lento di andante (69–72 bpm)
- Andante — moderatamente lento, andante, moderato o molto moderato, al passo, fra largo e moderato (76–108 bpm)
- Andantino — moderatamente lento, andante, moderato o molto moderato, leggermente più veloce o più lento di andante, leggermente più veloce di adagio, più lento di moderato (66–83 bpm)
- Con moto o Mosso — mosso, con moto o con una certa velocità
- Marcia moderato — moderatamente, nella maniera di una marcia (83–85 bpm)
- Moderato — controllato, moderato, moderatamente (66-68 bpm)

Tempi veloci:
- Rapido — rapido
- Veloce — con velocità, velocemente
- Allegretto — piuttosto veloce o moderatamente veloce, un po' gioioso, piuttosto animato e piuttosto vivo, meno veloce di allegro, fra allegro e moderato (o 98–109 bpm)
- Allegro moderato — moderatamente veloce (112–124 bpm)
- Allegro o Allegramente — veloce, vivo, gioioso, animato e brillante, fra allegretto e vivace (84–168 bpm)
- Vivace — vivace e vivo, leggermente veloce o veloce, più veloce di allegro (126–144 bpm)
- Vivo — vivo, vivace e animato, piuttosto veloce o veloce, leggermente più vivace e animato di vivace
- Vivacissimo — molto veloce, vivace e animato, molto vivo, più intenso e veloce di vivace (140–150 bpm)
- Allegrissimo — molto veloce, molto vivo, fra presto e vivacissimo (150-167 bpm)
- Presto — leggermente veloce o veloce o molto veloce, molto velocemente, presto, vivo (100–208 bpm)
- Prestissimo — molto, molto veloce, estremamente veloce, quanto più veloce possibile, molto vivo, molto presto, più veloce di presto (> 177 bpm)

Quantificatori:
- Poco — un po', poco

Cambiamenti di tempo:
- Doppio più lento — alla metà della velocità
- Allargando — rallentando, allargando, diventando più statico e maestoso, diventando più forte
- Calando — diventando più lento, diventando più leggero
- Ritardando — rallentando, ritardando, decelerando
- Rall. molto — rallentando molto
- Rall. o Rall o Rallentando o Lentando — rallentando, decelerando, diventando progressivamente più lento
- Rall. poco o Poco rall. — rallentando un po', poco rallentando
- Meno — meno
- Tempo primo o Tempo I o Tempo Iº — ritornare al tempo o andamento iniziale della composizione
- A Tempo o Tempo o L'istesso tempo o Lo stesso tempo — a tempo, ritornare al tempo precedente, alla stessa velocità, annullare l'indicazione precedente di variazione di tempo
- Più — più
- Accompagnato — al tempo del solista che può accelerare e rallentare a volontà
- Accel. o Accelerando — accelerando
- Stringendo — accelerando, stringendo
- Animando — accelerando, affrettando
- Affrettando — accelerando, affrettando, diventando affrettato
- Precipitando — accelerando, affrettando, precipitando
- Doppio movimento o Doppio più mosso — a una velocità doppia

### Lingua francese
Tempi lenti:
- Grave — lento, grave, solenne, profondo, lentamente, solennemente
- Gravement — gravemente, solennemente
- Lent — lento, lentamente
- Grande — largo, grande, ampio
- Modéré — moderato, moderatamente

Tempi veloci:
- Rapide — rapido, veloce
- Vite — veloce, svelto
- Animé — animato
- Vif — vivo

Quantificatori:
- Un peu — un po', poco
- Presque — quasi
- Bien — ben
- Très — molto

Cambiamenti di tempo:
- Long silence avant — lunga pausa prima di
- Ralentir — rallentando, rallentare
- Moins — meno
- Un peu moins — un po' meno, poco meno
- Un peu plus — un po' più
- Peu à peu — poco
- De plus en plus — sempre più

### Lingua tedesca
Tempi lenti:
- Langsam — lento, lentamente
- Großem — largo, grande, grosso, largamente
- Breit — largo, ampio, largamente, ampiamente
- Mäßig — moderato, moderatamente

Tempi veloci:
- Rasch — rapido, veloce, rapidamente, velocemente
- Bewegt — con moto, animato
- Lebhaft — animato
- Belebt — animato
- Schnell — presto, veloce, velocemente

Cambiamenti di tempo:
- Langsamer — più lento, più lentamente
- Breiter — più largo, più ampio, più largamente, più ampiamente
- Geschwinder — più rapido, più veloce, più rapidamente, più velocemente
- Schneller — più veloce, più velocemente